# Gang Gang Dance
I Gang Gang Dance sono un gruppo musicale statunitense, stabilizzatosi a Brooklyn ed attivo dal 2001.

## Storia del gruppo
Il gruppo si è formato per iniziativa del tastierista Brian DeGraw e del batterista Tim DeWitt, che si conoscevano già dagli inizi degli anni '90 e che suonavano insieme nei The Cranium. I due incontrano la cantante Liz Bougatsos, con all'attivo un'esperienza nel gruppo newyorkese chiamato Russia. Nei primi anni 2000 DeGraw, DeWitt formano con il batterista Josh Diamond, il gruppo Death and Dyng, band di breve durata che poi, con l'ingresso della Bougatsos e di Nathan Maddox, si evolve nei Gang Gange Dance. Nell'agosto 2002 l'allora venticinquenne Maddox muore dopo essere stato colpito da un fulmine durante un temporale.
Nel 2004 il gruppo realizza e pubblica l'album di debutto, ossia Revival of the Shittest, seguito dall'EP Hillulah (2005) e dal secondo album, God's Money (2005).
Nel 2007 viene pubblicato il DVD/CD Retina Riddim, mentre un anno dopo è la volta di Saint Dympha, che segna un cambiamento nello stile del gruppo, attraverso l'impiego di dubstep e grime, quindi di un'elettronica più strutturata. In una traccia di questo disco, che riceve recensioni entusiastiche da parte di molti siti dedicati alla musica, collabora Tinchy Stryder. I singoli pubblicati sono House Jam (settembre 2008) e First Communion (marzo 2009).
Sempre nel 2009 viene pubblicato il brano Rabbit Heart (Raise It Up) di Florence and the Machine, scritto da Florence Welch e Paul Epworth, che contiene elementi di House Jam.
Nel 2010 il gruppo viene scritturato dalla label inglese 4AD. Viene anche commercializzato, in edizione limitata, l'EP Kamakura, registrato nel 2007.
Nel maggio 2011 esce il quinto album del gruppo, ossia Eye Contact, che viene inserito nelle classifiche dei migliori album dell'anno da Pitchfork (#25), Stereogum (#6) e Uncut (#22). Nello stesso periodo (maggio 2011) i Gang Gang Dance vengono scelti dagli Animal Collective per esibirsi al All Tomorrow's Parties.
Nel 2013 Brian DeGraw distribuisce un album solista intitolato SUM/ONE sotto lo pseudonimo bEEdEEgEE.

## Formazione
Attuale
- Lizzi Bougatsos
- Brian DeGraw
- Josh Diamon
- Taka Imamura
- Jesse Lee

Ex membri
- Tim DeWitt
- Nathan Maddox (deceduto)

## Discografia

### Album studio
- 2004 - Revival of the Shittest
- 2004 - Gang Gang Dance
- 2005 - God's Money
- 2008 - Saint Dymphna
- 2011 - Eye Contact
- 2018 - Kazuashita

### EP
- 2005 - Hillulah
- 2007 - RAWWAR
- 2010 - Kamakura

### DVD
- 2007 - Retina Riddim (con CD)